# アメリカ合衆国内務省
アメリカ合衆国内務省（アメリカがっしゅうこくないむしょう、英: United States Department of the Interior、略称: DOI）は、アメリカ合衆国の行政機関のひとつ。連邦の所有する公有地および天然資源の保全を所管する。
他国の内務省の多くが治安維持・警察・国境警備・防災などの業務を所管しているのに対し、アメリカ合衆国ではそうした業務は司法省や国土安全保障省が行っており、内務省はこのような任務を負っていない点で大きな特徴がある。
日本の行政機関に当てはめると、名称は総務省(英: Ministry of Internal Affairs and Communications)に相当するが、所管業務としては環境省に近い。

## 概要
内務省魚類野生生物局は、野生生物保護地区500カ所、湿地管理地区37カ所、国立魚卵孵化場65カ所と野生保護法執行機関の連絡網を運営している。同省国立公園管理局は、370カ所を超える国立公園と記念物、景観道路、河川、海岸、レクリエーション地域、史跡を管理し、この活動を通じて、アメリカ合衆国の自然遺産と文化遺産を保護している。
内務省は、同省土地管理局を通じて、放牧地の植生やレクリエーション地区から木材・石油生産に至るまで、主としてアメリカ合衆国西部の何百万ヘクタールにも及ぶ公有地の土地と資源を監督している。同省水利再生利用局は、アメリカ合衆国西部の半乾燥地帯の各州における乏しい水資源を管理する。また内務省は、アメリカ合衆国内の鉱業を規制し、鉱物資源を評価し、アメリカインディアンとアラスカ原住民の部族の委託資源を保護する責任を有する。国際的には、内務省は、アメリカ合衆国の領土であるヴァージン諸島、グアム、アメリカ領サモア、および北マリアナ諸島における連邦政府の政策を調整し、マーシャル諸島、ミクロネシア連邦、およびパラオへの開発資金を監督する。

## 実務機関

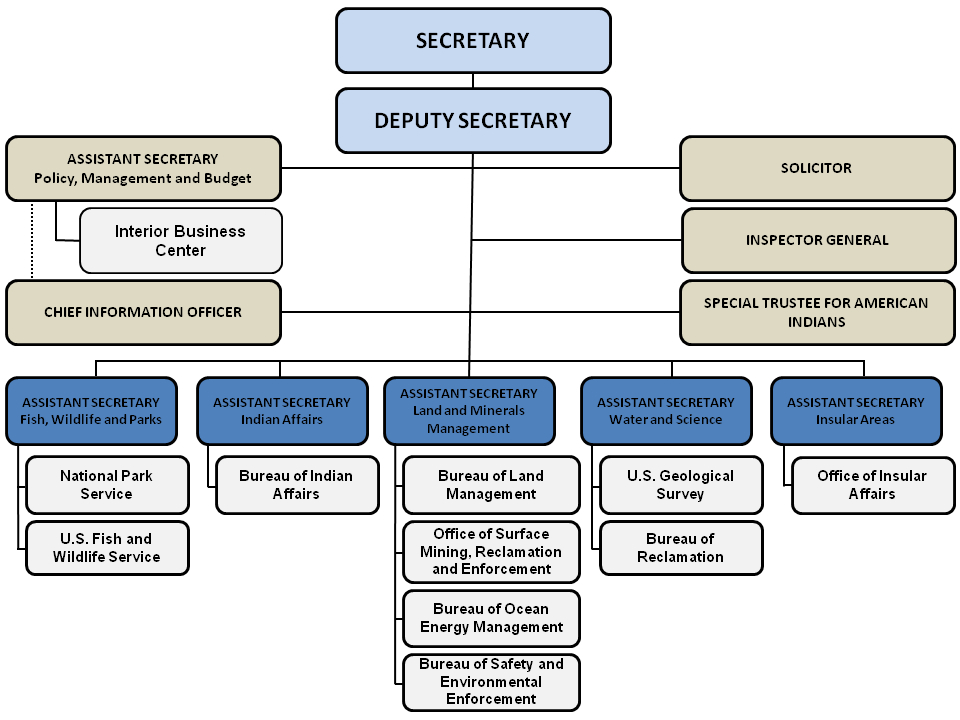
内務省の組織図

- インディアン事務局（BIA）
- 土地管理局（英語版）（BLM）
- アメリカ合衆国開拓局 (USBR)
- 連邦行政委員会
- 鉱物管理局
- 国立公園管理局（NPS）
- 島嶼局（英語版）（OIA）
- 地表鉱山局（英語版）（OSM or OSMRE）
- アメリカ合衆国魚類野生生物局（FWS）
- アメリカ合衆国地質調査所（USGS）
- 内務省博物館